# 見取り図の間取り図ミステリー
『見取り図の間取り図ミステリー』（みとりずのまどりずミステリー）は、読売テレビの制作により、日本テレビ系列で、2021年（令和3年）から放送されているバラエティ番組である。見取り図の冠番組。2025年（令和7年）7月10日からレギュラー化。

## 概要
- 日本や世界各地の「不思議な間取り図にまつわる謎」をクイズ形式で解き明かしていくバラエティー。

- 初回放送や新聞広告、番組紹介記事などでは前身番組の『ダウンタウンDX』以来、「32年ぶり木曜夜10時新番組」と積極的にアピールした[1]。

- 初回放送は21時台に放送している『秘密のケンミンSHOW 極』との「合体スペシャル」として放送。内容は「ケンミン-」が10分ほど長く、「間取り図-」が通常より10分ほど短いイレギュラーな初回となった。

## 出演者

### MC
- 見取り図
  - 盛山晋太郎
  - リリー

### サブMC
- 竹内由恵（特番時代）
- 横澤夏子（レギュラー版から）

## 放送リスト

### 特番
| 回 | 放送日   | スタジオゲスト                        | 調査員 | 備考                   |
| -- | -------- | ------------------------------------- | ------ | ---------------------- |
| 1  | 09月30日 | 山之内すず 児嶋一哉（アンジャッシュ） |        | プラチナイト枠にて放送 |

| 回 | 放送日   | スタジオゲスト                                      | 調査員 | 備考                             |
| -- | -------- | --------------------------------------------------- | ------ | -------------------------------- |
| 2  | 05月12日 | 水野美紀 ゆうちゃみ 秋山竜次（ロバート） 市川猿之助 |        | 木曜日の放送。 （21:00 - 22:54） |

| 回 | 放送日   | スタジオゲスト                  | 調査員   | 備考                             |
| -- | -------- | ------------------------------- | -------- | -------------------------------- |
| 3  | 02月02日 | 錦鯉 若槻千夏 村山輝星 石原良純 | 見取り図 | 木曜日の放送。 （21:00 - 22:54） |

| 回 | 放送日   | スタジオゲスト                               | 調査員                                                                                | 備考                             |
| -- | -------- | -------------------------------------------- | ------------------------------------------------------------------------------------- | -------------------------------- |
| 4  | 02月29日 | 石原良純 佐藤二朗 瀧本美織 アンミカ 本田望結 | 小倉優子 大沢あかね                                                                   | 木曜日の放送。 （21:00 - 22:54） |
| 5  | 10月24日 | 藤井貴彦 板垣李光人 新川優愛 井森美幸        | 中岡創一（ロッチ） 井戸田潤（スピードワゴン） 斎藤司（トレンディエンジェル） 井上咲楽 | 木曜日の放送。 （21:00 - 22:54） |

| 回 | 放送日   | スタジオゲスト                                     | 調査員                  | 備考                             |
| -- | -------- | -------------------------------------------------- | ----------------------- | -------------------------------- |
| 6  | 02月27日 | 藤井貴彦 やす子 井上咲楽 平子祐希（アルコ&ピース） | ロッチ 岡部大（ハナコ） | 木曜日の放送。 （21:00 - 22:54） |

### レギュラー版

#### 2025年
| 回 | 放送日   | スタジオゲスト                                                  | 調査員                                                                                                   | 備考                                        |
| -- | -------- | --------------------------------------------------------------- | --- | ------------------------------------------- |
| 1  | 07月10日 | 井森美幸 畑芽育 石原良純 ナ酒渚                                 | 見取り図 猪狩蒼弥（KEY TO LIT） ナ酒渚                                                                   | 合体2時間SP （本番組パートは22:04 - 22:54） |
| 2  | 07月17日 | 井戸田潤（スピードワゴン） 宮崎美子 タイムマシーン3号           | タイムマシーン3号 瀧本美織 井戸田潤（スピードワゴン） ロッチ                                             |                                             |
| 3  | 07月24日 | 岡田結実 津田寛治 藤本敏史（FUJIWARA） 信子（ぱーてぃーちゃん） | 森田哲矢（さらば青春の光） 岡田結実 藤本敏史（FUJIWARA） 信子（ぱーてぃーちゃん） ハリウッドザコシショウ |                                             |
| 4  | 08月07日 | 原西孝幸（FUJIWARA） 宮崎莉里沙 新山千春 いとうあさこ           | 原西孝幸（FUJIWARA） 宮崎莉里沙 新山千春 瀧本美織                                                        |                                             |
| 5  | 08月14日 | おいでやす小田 チャンカワイ 平祐奈 登坂絵莉                     | 登坂絵莉 井上裕介（NON STYLE） チャンカワイ                                                              |                                             |

## ネット局
| 放送対象地域   | 放送局                    | 系列           | 放送日時                     | ネット状況 | 備考     |
| -------------- | ------------------------- | -------------- | ---------------------------- | ---------- | -------- |
| 近畿広域圏     | 読売テレビ（ytv）         | 日本テレビ系列 | 木曜 22:00 - 23:00           | 制作局     | 制作局   |
| 北海道         | 札幌テレビ（STV）         | 日本テレビ系列 | 木曜 22:00 - 23:00           | 同時ネット |          |
| 青森県         | 青森放送（RAB）           | 日本テレビ系列 | 木曜 22:00 - 23:00           | 同時ネット |          |
| 岩手県         | テレビ岩手（TVI）         | 日本テレビ系列 | 木曜 22:00 - 23:00           | 同時ネット |          |
| 宮城県         | ミヤギテレビ（MMT）       | 日本テレビ系列 | 木曜 22:00 - 23:00           | 同時ネット |          |
| 秋田県         | 秋田放送（ABS）           | 日本テレビ系列 | 木曜 22:00 - 23:00           | 同時ネット |          |
| 山形県         | 山形放送（YBC）           | 日本テレビ系列 | 木曜 22:00 - 23:00           | 同時ネット |          |
| 福島県         | 福島中央テレビ（FCT）     | 日本テレビ系列 | 木曜 22:00 - 23:00           | 同時ネット |          |
| 関東広域圏     | 日本テレビ（NTV）         | 日本テレビ系列 | 木曜 22:00 - 23:00           | 同時ネット |          |
| 山梨県         | 山梨放送（YBS）           | 日本テレビ系列 | 木曜 22:00 - 23:00           | 同時ネット |          |
| 新潟県         | テレビ新潟（TeNY）        | 日本テレビ系列 | 木曜 22:00 - 23:00           | 同時ネット |          |
| 長野県         | テレビ信州（TSB）         | 日本テレビ系列 | 木曜 22:00 - 23:00           | 同時ネット |          |
| 静岡県         | 静岡第一テレビ（SDT）     | 日本テレビ系列 | 木曜 22:00 - 23:00           | 同時ネット |          |
| 富山県         | 北日本放送（KNB）         | 日本テレビ系列 | 木曜 22:00 - 23:00           | 同時ネット |          |
| 石川県         | テレビ金沢（KTK）         | 日本テレビ系列 | 木曜 22:00 - 23:00           | 同時ネット |          |
| 福井県         | 福井放送（FBC）           | 日本テレビ系列 | 木曜 22:00 - 23:00           | 同時ネット |          |
| 中京広域圏     | 中京テレビ（CTV）         | 日本テレビ系列 | 木曜 22:00 - 23:00           | 同時ネット |          |
| 鳥取県・島根県 | 日本海テレビ（NKT）       | 日本テレビ系列 | 木曜 22:00 - 23:00           | 同時ネット |          |
| 広島県         | 広島テレビ（HTV）         | 日本テレビ系列 | 木曜 22:00 - 23:00           | 同時ネット |          |
| 山口県         | 山口放送（KRY）           | 日本テレビ系列 | 木曜 22:00 - 23:00           | 同時ネット |          |
| 徳島県         | 四国放送（JRT）           | 日本テレビ系列 | 木曜 22:00 - 23:00           | 同時ネット |          |
| 香川県・岡山県 | 西日本放送（RNC）         | 日本テレビ系列 | 木曜 22:00 - 23:00           | 同時ネット |          |
| 愛媛県         | 南海放送（RNB）           | 日本テレビ系列 | 木曜 22:00 - 23:00           | 同時ネット |          |
| 高知県         | 高知放送（RKC）           | 日本テレビ系列 | 木曜 22:00 - 23:00           | 同時ネット |          |
| 福岡県         | 福岡放送（FBS）           | 日本テレビ系列 | 木曜 22:00 - 23:00           | 同時ネット |          |
| 長崎県         | 長崎国際テレビ（NIB）     | 日本テレビ系列 | 木曜 22:00 - 23:00           | 同時ネット |          |
| 熊本県         | くまもと県民テレビ（KKT） | 日本テレビ系列 | 木曜 22:00 - 23:00           | 同時ネット |          |
| 鹿児島県       | 鹿児島読売テレビ（KYT）   | 日本テレビ系列 | 木曜 22:00 - 23:00           | 同時ネット |          |
| 沖縄県         | 沖縄テレビ（OTV）         | フジテレビ系列 | 水曜 0:20 - 1:20（火曜深夜） | 遅れネット | [ 注 2 ] |

## スタッフ
●=レギュラー版から
- 企画・演出：陶山桂輔（AXON）
- 演出：長岡新（AXON、第2・3回と●、第4-6回は演出・監修、第1回は監修）
- 構成：橋本大介、務川光、渡部隆太（渡部→第2回-）、鈴木遼（鈴木→第4回-）、デーブ八坂、橋本修平（デーブ・橋本修→●）
- ナレーター：立木文彦、三石琴乃（三石→●）/青二プロダクション（●、第4-6回は協力）
- SW：伊藤孝浩（●）
- カメラ：渡邉滋雄（●）
- クレーン：野呂瀬渉（●）
- MIX：青山禎矢（●）
- AUD：伊本梨華、越村朱音（共に●）【週替り】
- VE：塙梨沙（●）
- VE/VTR：鬼頭知佐（●）【週替り、回によって異なる】
- VTR：林蘭琦（●）、中塚菜々子（●、第4回は撮影スタジオVE）【週替り】
- 照明：根建勝弘、新井惇也（●）
- 美術：箕田英二（ytv、第1-3回と●）、狩谷穂波（ytv、●）
- 美術制作：廣瀬卓哉（フジアール、●）
- アートコーディネーター：山田裕也（フジアール、第6回-）
- 大道具操作：志賀史樹（●）
- 装飾：岡田寿也（●）
- アクリル装飾：白戸真帆（●）
- 生花装飾︰藤生由紀（●）
- 視覚効果：嶋田怜加（●）
- メイク：山田かつら（●）
- イラスト：安田翔哉
- CG：宮井博章（エイデック、●）【不定期】
- コーディネーション：NTV EUROPE（●）、トップシーン（第5回-）、天野光（NTV International Corporation、●）【週替り】
- 編集：橋本治（スタジオヴェルト）、高野孝太（スタジオヴェルト、●）
- MA：細川健太郎（スタジオヴェルト、第4回-）
- リサーチ：フルタイム、ワンバイワンプラス、ビスポ、ジーワン、フォーミュレーション（ワン→第4回-、ビスポ・ジーワン→第5回-、フォー→●）
- TK：塚越倫子
- 音効：吉田比呂樹（M-TANK）
- 技術協力：ヌーベルバーグ（●）、スタジオWELT（第4回-、第1-3回は協力）、イカロス（●）【毎週】、ナック・ビジュアル、ヴァンズ凸、mabu、株式会社バンエイト、札幌映像プロダクション（共に●）【週替り】
- 美術協力：フジアール（第2・3・6回-）、7ELEFir（●）、ヤマモリ（第2回と●）、東京特殊効果、東宝舞台（共に●）
- 収録スタジオ：テクノマックス（●）
- 間取り図監修：ミタス一級建築士事務所
- 宣伝：折原加奈（ytv、●#3-）
- 制作進行：大畑沙織（AXON）
- デスク：宮代さつき（ytv）
- ディレクター：丸山太嘉志、長田雄磨（第2回-）、大塚哉太（第4回-）、小林恭寛、下田和則、柴田穣、水戸部太樹（第4回-）、宇野秀一、岡憲一郎（Nextry）、瀬津巧、竹内健太、青山裕哉、赤坂祐貴（RUMBLE BEE inc.）、小早川泰飛（ytv）、大野涼平/井指ひかる（第5回-）、石川優真、中村友香、岩﨑玲、河野未知翔、細野海里、上田瑠夏、木村恒輝、松井悠人、後藤拓也（第2回-）、鈴木貴章、佐藤歩、池田彩乃、鈴木愛梨【週替り】（回数を表記している者以外→●）
- チーフ/ディレクター：松原広直（第3回-）【週替り、回によって異なる】
- チーフディレクター：高野修（AXON、●）、小谷信公（AXON、●、第1回はディレクター）、飯野修一（●、第1・3-6回はディレクター）【週替り】
- キャスティング：根岸美弥子（ビーオネスト、●#4-）
- プロデューサー：吉田翔（AXON）、嘉沼慶子（吉本興業）、辻章悟（NexTry）、村上剛（AXON）、山田大樹（AXON）、福田菜々美（吉本興業）、内田智子（RUMBLE BEE inc）、湯澤晃（イカロス）/小林梨菜（AXON、第5回-）、小坂彩智乃（第4回-）、山口朝子、遠藤未涼（回数を表記している者以外→●）
- チーフプロデューサー：古河雅彦（ytv、●#3-、第5回-●#1・2まではプロデューサー）
- 協力：NexTry（●）
- 制作協力：AXON、吉本興業（吉本→●）
- 製作著作：読売テレビ

### 過去のスタッフ
- ナレーター：國府田マリ子（第6回）

【技術】（第4・5回）
- - SW：永田貴樹（第4回）
  - MIX：木下和紀（第5回、第4回はカズノリ名義）
  - VE：鈴木勝行（第5回、第4回はカツユキ名義）
  - EVS：林田泉（第5回）
  - CG：中西晴美、桾澤勇、高橋卓（共に第5回）
- TD：佐藤耕司（第1-6回）
- SW：木下尚子（第5・6回）
- カメラ：小田裕貴（第2・3回、第1回はCAMと表記）、磯田利行（第6回）
- VE：山根浩（第1,3回）、多田汐音（第2回）、木下大輔（第6回）
- 音声：松原奨（第1回）、井崎祐太（第2回）、福田江利香（第3回）
- クレーン：茅野竜徳（第6回、第1回はCAMと表記、第2-5回はカメラ）
- MIX：田原裕太（第6回）
- 照明：倉本由彦（第4-6回）

【国内中継】（第2回）
- - カメラ：坂口周兵、鈴木修二（共に第2回）
  - 音声：佐藤健太（第2回）

【海外中継】（第2回）
- - コーディネーション：井上正之（第2回）
  - カメラ：高岡洋雄、岩切天平（共に第2回）
  - VE：石井三香子（第2回）

【茨城中継】（第3回）
- - カメラ：和田拓也（第3回）
  - 音声：河村廉（第3回）
  - VE：陳敬中（第3回）

【北海道中継】（第3回）
- - TD：松野史（第3回）
  - カメラ：栗山廉、藤川璃乃（第3回）
  - 音声：登佑太（第3回）
  - 配信：近藤祐斗（第3回）

【海外ロケ】（第3回）
- - コーディネーション：Tony Fry、伊集院利彦（共に第3回）

【撮影スタジオ】（第4回）
- - VTR：髙橋茜（第4回）
- 美術：山下創平（第6回）
- 美術P：柴田慎一郎（フジアール、第2・3回）
- 美術プロデューサー：矢野雄一郎（フジアール、第6回）
- 美術コーディネート：きくちまさと（フジアール、第2・3回）
- 大道具：吉田慎太郎（第3回）
- 大道具操作：中尾健一（第6回）
- 電飾：川口裕哉（第6回）
- 美術協力：アイディアリミックスクラブ（第1回）
- 技術協力：SOLA（第4-6回、第1-3回は協力）、NiTRO（第5回）
- コーディネーション：下田あゆみ、イム・チャンミン（共に第4回）、キム・ジョンウン medix korea、山本章弘 NTV INTERNATIONAL（共に第5回、山本→第2回は海外中継通訳）、楊燁（第5・6回）
- メイク：井上好美（第1・2・6回）、小川美羽、田中佑依（小川・田中→第3回）、荻堂優花（第3-5回）
- イラスト：lvan Leonnv（第2回）
- MA：神山幸久（スタジオヴェルト、第1回）、眞坂聡美（スタジオヴェルト、第2・3回）
- リサーチ：いとうまさひこ、千咲（共に第1-4回）、正村和重（第2回）、㈱札促社　Replan 北海道、積水ハウス㈱（札促社・積水→第3回）、パンドラ（パンドラ→第4回）
- 撮影協力：株式会社蒼悠（第1回）、旧古河邸（公益財団法人大谷美術館）、旧古河庭園（共に第2回）、鳩山会館（第3回）、noob.st、ジール撮影事業部、Montpeller Metropoie（共に第4回）、スカパー東京メディアセンター（第5回）、STUDIO No.X9Z（第6回）
- 音源提供：JOYSOUND（第3回）
- 協力：株式会社レゾック、Down to sky Pictures（共に第2回）、つばさ流通（第2・3回）、札幌テレビ放送（第3回）、©️CREATIVE HOME ENGINEERING LLC、ONE COMPATH、GeoTechnologies（共に第5回）、JOL、岡山県フィルムコミッション協議会、FINAL FANTASY XI ©️SQUARE ENIX（共に第6回）
- 宣伝：森脇征大（ytv、第1-3回）、川島拓（ytv、第4回）、鈴木めぐみ（ytv、第5・6回）、福士まりか（ytv、●#1・2）
- 協力スタッフ：村岡克紀（第3回、第1回はディレクター）、神﨑裕子（第3・4回）
- アシスタントディレクター：石古媛香、折原陽子（共に第1回）
- ディレクター：川島未幸（第1回）、中村敦（第1-6回）、福井翔一郎、富永恵也（えすと）、山口大輔、山越由貴、玉城歩/森祐香里、北上泉子、石黒亜紀、中村愛（共に第2回、森→第1回はアシスタントディレクター）/加藤綺乃（第2・3回、第1回はアシスタントディレクター）、谷口顕（第2・3・5回）、百丸遼、深谷莉菜、高橋乃愛、竹中夏生、山口颯斗、石田紗黎愛、武田侑己（共に第3回）、大平祥子/増子ひかり、下山麗美、花輪朋佳（共に第4回）、山内大貴（第4・5回）、泉田祥之（第5回）、風間頼弥（第5・6回）、松浦優希（第6回）
- プロデューサー：遠藤慎也（ytv、第1-4回）、佐藤雄（AXON、第1-3回）、佐藤理恵（AXON、第5回）
- チーフプロデューサー：西川義嗣（ytv、第1-3回）、柿本幸一（ytv、第4回）、菱田雄介（ytv、第5回-●#1・2まで）